# Yōshūkai
Le karaté de style Yoshukai est dérivé du Shitō-ryū, fondé par maître Tsuyoshi Chitose. Deux de ses élèves, maître Mamoru Yamamoto et maître Mike Foster, fondèrent le style Yoshukai en 1963 en introduisant dans le Shitō-ryū certaines techniques ainsi que l'usage d'armes telles que le nunchaku, le bô, le tonfa, le saï, le kama et le katana. Ce style est surtout connu aux États-Unis, au Canada et en Allemagne.

## Techniques
- Positions[1].
  - Yoï : À partir de heisoku-dachi, les bras décrivent un arc de cercle et se rejoignent à la verticale avec la paume des mains tournées vers soi. Le poing droit se ferme et la main gauche recouvre la main droite. Les bras descendent verticalement devant le corps, tandis que le pied gauche s'écarte et se place à une distance égale à la largeur des épaules. Les deux pieds pivotent légèrement vers l'intérieur (uchi-achiji-dachi).
  - Zenkutzu-dachi est la position de base. Elle est plus basse qu'en Shitō-ryū (mais plus haute qu'en shotokan) et le pied avant est légèrement tourné vers l'intérieur, en direction de l'adversaire.
  - Shiko-dachi est fréquemment utilisée.

- Les techniques de défense ne comportent pas de blocage préparatoire de l'autre bras[1].

## Kata
Le style Yoshukai compte une cinquantaine de kata. Il comporte notamment :
1. Ni-ju shichi no kata (27 mouvements[2])
À partir de uchi-achiji-dachi, vingt-sept techniques des deux bras :
2. Zen-shin-kotai
3. Taikyoku-shodan
4. Taikyoku-nidan
5. Taikyoku-sandan
6. Taikyoku-yondan
7. Taikyoku-godan